# Oreopsyche abencerragella
Oreopsyche abencerragella är en fjärilsart som beskrevs av Pierre Millière 1872. Oreopsyche abencerragella ingår i släktet Oreopsyche och familjen säckspinnare. Inga underarter finns listade i Catalogue of Life.